# Hypomeiones
Hypomeiones (Oudgrieks: οἱ ὑπομείονες, minderen) waren in het antieke Sparta van de (laat-)klassieke periode (4e eeuw v.Chr. en later) de "mindere", Spartaanse homoioi, die verarmd waren en daardoor, bijvoorbeeld ook na de verkoop van de klaros, het "erfgoed", niet meer aan de gezamenlijke mannenbanketten, de syssitia, konden deelnemen.

De hypomeiones verloren daardoor hun politieke rechten en worden militair niet meer opgenomen in het hoplietenleger van homoioi, maar afgezonderd bij de perioiken ingedeeld. Ook op grond van de verarming van een deel van de homoioi - door monopolisering van staatsgronden door sommige families - waren er rond 370 v.Chr. nog 1000 à 1500 Spartaanse hoplieten, terwijl een eeuw voordien noch 8000 hoplieten in het veld gebracht konden worden.

## Referentie
- R. Schulz, Athen und Sparta (Geschichte kompakt. Antike), Darmstadt, 2003, p. 146.